# Bruno Nicolè
Bruno Nicolè (* 24. Februar 1940 in Padua; † 26. November 2019 in Pordenone) war ein italienischer Fußballspieler. Er war vor allem im Trikot von Juventus Turin sehr erfolgreich und gewann mit dem Verein dreimal die Meisterschaft und zweimal den Pokal. Mit dem AS Rom fügte er noch einen weiteren Pokalsieg hinzu.

## Karriere
Bruno Nicolè, geboren 1940 in der norditalienischen Stadt Padua, begann beim örtlichen Verein AC Padova mit dem Fußballspielen. Dort durchlief er die Jugendabteilungen und fand schließlich 1956 mit sechzehn Jahren Aufnahme in den Profikader des damals erstklassig agierenden Vereins. Bei der AC Padova spielte Nicolè eine Saison, in der er vor allem am Ende auch andere Klubs auf ihn aufmerksam werden ließ. So kam es, dass Bruno Nicolè im Sommer 1957 zum italienischen Rekordmeister Juventus Turin wechselte, wo er die erfolgreichsten Jahre seiner fußballerischen Laufbahn erlebte. Mit Juve gewann Nicolè gleich in seiner ersten Saison die italienische Meisterschaft, als die Serie A 1957/58 auf dem ersten Platz mit acht Punkten Vorsprung auf den AC Florenz beendet werden konnte. Zwei Jahre später gelang Bruno Nicolè mit Juventus Turin der zweite Streich in der Meisterschaft. Die Serie A 1959/60 wurde als Erster mit einem Vorsprung von erneut acht Punkten vor der Fiorentina gewonnen. Im gleichen Jahr gelang der Mannschaft auch zum zweiten Mal in Folge der Gewinn der Coppa Italia, des italienischen Fußballpokals. Während man sich 1958/59 im Endspiel mit 4:1 gegen Inter Mailand durchgesetzt hatte, erzielte das Team von Trainer Carlo Parola in der Saison 1959/60 einen knapperen 3:2-Erfolg gegen den AC Florenz. Als amtierender Meister und Pokalsieger schaffte man dann mit der Serie A 1960/61 einen weiteren Titelgewinn, als man die Meisterschaft mit vier Zählern vor der AC Mailand beendete. Für Bruno Nicolè bedeutete das die dritte Meisterschaft seiner Spielerlaufbahn, und es sollte auch die letzte werden. Er spielte noch bis 1963 für Juventus Turin und kam in sechs Jahren zu insgesamt 141 Ligapartien für Juve, in denen dem Angreifer 47 Tore gelangen.
Von 1963 bis 1964 stand Bruno Nicolè bei Ozo Mantova unter Vertrag, mit dem er in der Serie A 1963/64 einen respektablen dreizehnten Rang belegte. Im Jahr darauf fand man Nicolè danach als Aktiver beim AS Rom, mit dem er den letzten Titel seiner Spielerkarriere holte. Während in der Liga der nur der zehnte Platz belegt wurde, drang die Roma in der Coppa Italia 1963/64 bis ins Finale vor und setzte sich auch dort gegen den AC Turin durch.
Nach einem halbjährigen Intermezzo bei Sampdoria Genua hatte Bruno Nicolè seine letzte Station als Fußballspieler von 1965 bis 1967 bei der US Alessandria, wo er 1967 seine Karriere im Alter von 27 Jahren auch in Folge anhaltender Verletzungen beendete. In der Folge arbeitete Nicolè als Sportlehrer.
Zwischen 1958 und 1964 brachte es Bruno Nicolè auf acht Einsätze in der italienischen Fußballnationalmannschaft. Dabei gelangen ihm zwei Treffer. Die Teilnahme an einer Welt- oder Europameisterschaft blieb dem Stürmer allerdings verwehrt. Mit 18 Jahren und 258 Tagen war er der jüngste Torschütze der italienischen Nationalmannschaft, bis er am 14. Juni 2022 von Wilfried Gnonto im Alter von 18 Jahren und 221 Tagen abgelöst wurde.

## Erfolge
- Italienische Meisterschaft: 3×

1957/58, 1959/60 und 1960/61 mit Juventus Turin
- Italienischer Pokalsieg: 3×

1958/59 und 1959/60 mit Juventus Turin
1963/64 mit dem AS Rom
- Alpenpokal: 1×

1963 mit Juventus Turin